# Film Out
"Film Out" é uma canção gravada pela boy band sul-coreana BTS para seu próximo álbum de compilação em japonês, BTS, the Best (2021). Foi lançado em 2 de abril de 2021, pela Universal Music Japan.

## Histórico e lançamento
"Film Out" foi anunciado pela BTS em 16 de fevereiro de 2021, como tema de encerramento de Signal the Movie Cold Case Investigation Unit (2021). A canção foi escrita pelo membro do BTS, Jungkook em colaboração com Iyori Shimizu, vocalista do poderoso trio de rock japonês Back Number, e o produtor da faixa UTA. Sob o conceito ballad,  "Film Out" foi finalmente revelado como a faixa de abertura do próximo álbum de compilação em japonês do BTS, BTS, the Best, com lançamento previsto para junho de 2021. A música foi lançada para download digital e streaming em vários países em 2 de abril de 2021, através da Universal Music Japan.

## Desempenho comercial
O single estreou em primeiro lugar no ranking diário da Oricon Daily Digital Singles Chart com 23.344 downloads. Entrou em primeiro lugar no Weekly Digital Singles Chart, vendendo 32.947 downloads em sua semana de abertura com três dias de rastreamento.  "Film Out" estreou em segundo lugar na parada Japan Hot 100 de 7 de abril de 2021, vendendo 10.361 downloads digitais.  O single ocupou o primeiro lugar no gráfico de download, e apareceu no gráfico de streaming na posição #3, acumulando mais de 8,6 milhões de streams.

## Vídeo de música
O videoclipe da música, dirigido por Yong Seok Choi de Lumpens, foi lançado no canal da Big Hit Music no YouTube à meia-noite em 2 de abril de 2021. Foi precedido por um trailer carregado na mesma plataforma em 25 de março. O vídeo abre para mostrar a banda dentro de uma casa temática de branco, suspensa no céu. Nele, os membros refletem sobre as memórias que compartilharam entre si. Jin percebe uma ampulheta fazendo a contagem regressiva do tempo que eles passaram juntos. A ampulheta aparece várias vezes ao longo do clipe e leva a uma explosão "dramática" que deixa a casa em completo caos.

## Créditos e pessoal
Os créditos são adaptados do Tidal.
- BTS – vocais
- UTA – produtor, compositor, teclados, sintetizador, editor de som, equipe de estúdio
- Back Number – produtor
- Iyori Shimizu – compositor, guitarra eletrica

- Jungkook – compositor
- Masato Ishinari – violão

- Masami Horisawa – violoncelo
- Yuki Mizuno – violoncelo
- Akira Murata – piano
- Shoko Mabuchi – viola
- Tomoko Shimaoka – viola
- Ayaka Notomi – violino
- Eaisung Shin – violino
- Hanako Uesato – violino
- Koichiro Muroya – violino
- Rina Odera – violino
- Shoko Oki – violino
- Tomomi Tokunaga – violino
- Yuya Yanagihara – violino
- Keita Joko – editor de som, equipe de estúdio
- Pdogg – engenheiro de gravação, equipe de estúdio
- Toshihiro Watanabe – engenheiro de gravação, equipe de estúdio
- D.O.I. – engenheiro de mixagem, equipe de estúdio

## Gráficos
| Gráfico (2021)                       | Melhores posições nas paradas |
| ------------------------------------ | ----------------------------- |
| Hungria(Single Top 40)               | 17                            |
| Irlanda (IRMA)                       | 92                            |
| Japão (Japan Hot 100)                | 2                             |
| Japão (Oricon Digital Singles Chart) | 1                             |
| Hot Singles da Nova Zelândia (RMNZ)  | 5                             |
| Singles do Reino Unido (OCC)         | 73                            |

## Histórico de lançamento
| País   | Data               | Formato(s)                 | Gravadora             | Ref.  |
| ------ | ------------------ | -------------------------- | --------------------- | ----- |
| Vários | 2 de abril de 2021 | Digital download streaming | Universal Music Japan | [ 8 ] |